# Épistate
L'épistate (en grec ancien ἐπιστάτης / epistátês, « celui qui est placé au-dessus », de ἐφίστημι / ephístêmi, « placer ») est, à l'origine, un magistrat de la Grèce antique, dont les attributions et le mode de désignation varient d'une cité à l'autre. Littéralement, il serait traduisible par « surveillant » ou mieux « superviseur ».

## Dans l'Athènes démocratique
Dans l'Athènes démocratique, l'épistate est l'un des 50 prytanes parmi les 500 bouleutes, tiré au sort, dont la fonction ne dure qu'une journée complète. Il est tenu de garder le Tholos (bâtiment où siègent les prytanes), de veiller sur le sceau de l'État, et sur les clefs du Métrôon (les archives publiques). Lorsque la Boulè (Conseil des Cinq Cents) ou l'Ecclésia (Assemblée du peuple) sont convoquées par les autres prytanes, il tire au sort les neuf proèdres, citoyens non prytanes chargés de comptabiliser les voix, et un second épistate parmi eux pour les présider.
Par la procédure de graphè para nomon (ἡ γραφή παρά νόμων) effectuée devant le dikastèrion, si une loi est jugée contraire aux règles de la cité, l'auteur de cette loi, mais aussi l'épistate ayant dirigé la séance de son adoption, peuvent être lourdement condamnés. Ainsi, l'épistate est moralement responsable des lois qui sont adoptées durant son court mandat. Sa fonction, bien qu'essentiellement honorifique, est donc indispensable au bon fonctionnement des institutions démocratiques.

## En Macédoine
Dans les cités du royaume de Macédoine, sous les Argéades, il existe également un magistrat nommé épistate. Selon l'historiographie traditionnelle, cet épistate est un fonctionnaire nommé par le roi dans certaines cités seulement pour y représenter son autorité et y faire appliquer ses décisions.
L'examen des sources épigraphiques disponibles sur ces personnages permet de montrer qu'ils sont présents dans toutes les cités ; qu'ils sont originaires des cités où ils officient et ne sont donc pas des étrangers (ils appartiennent plutôt en fait aux grandes familles) ; que leur nom est utilisé comme formule de datation ce qui démontre qu'ils sont une magistrature éponyme annuelle.
À Béroia et Amphipolis, leur titre complet est épistatès tôn archontôn (épistate des archontes), ce qui indique qu'ils sont le magistrat en chef de la cité, le président du conseil et de l'assemblée.
L'uniformité de cette magistrature à travers toutes les cités de Macédoine, d'origines pourtant très diverses, implique presque certainement qu'il s'agisse d'une institution imposée par le roi pour organiser toutes les cités de la même façon et y disposer d'interlocuteurs équivalents. Les rois correspondent en effet directement avec les épistates des cités, et non avec le peuple de l'assemblée. Ce sont donc les épistates qui sont responsables de l'application des décisions royales : à la différence des magistrats des cités classiques, ils ne sont pas responsables seulement devant l'assemblée des citoyens.
La question de savoir si l'épistate est nommé par le roi ou élu par la communauté civique n'est pas tranchée : d'après leur nombre, il paraît plus probable que l'élection soit le mode de désignation.
À la fin de l'époque antigonide, les épistates disparaissent : ils sont remplacés dans chaque cité par deux politarques. Le caractère collégial de cette nouvelle magistrature montre qu'elle est plus démocratique que l'épistate.

## À l'époque hellénistique
Dans les cités de la Syrie ptolémaïque, c'est un commissaire royal ; il est aussi préposé notamment aux temples de Jérusalem et de Gazirim. Ce terme se retrouve aussi en Syrie sous la domination séleucide, notamment à Laodicée et à Séleucie de Piérie, et en Judée au moment des guerres contre les Maccabées. Cette magistrature existe aussi en Babylonie, comme à Séleucie du Tigre.
Il est également retrouvé à Rhodes, dans la Pérée.

### Source antiques
- Aristote, Constitution d'Athènes [détail des éditions] (lire en ligne)